# Orwell 1984
Orwell 1984 (Nineteen Eighty-Four) è un film britannico del 1984 sceneggiato e diretto da Michael Radford, tratto dal romanzo distopico 1984 di George Orwell, ripreso fedelmente al punto che molte scene sono state girate nel giorno in cui sono ambientate nel libro.
È stato interpretato da John Hurt, Suzanna Hamilton e Richard Burton, alla sua ultima apparizione cinematografica. Alcuni critici lo considerano il remake di Nel 2000 non sorge il sole, del 1956.

## Trama
Il trentanovenne Winston Smith conduce una squallida esistenza nel superstato di Oceania. L'ambientazione è nella Londra del 1984, una città stravolta dalla rivoluzione e dalle guerre atomiche – quelle immaginate da Orwell nel 1948, all'epoca della stesura del suo romanzo. Winston lavora come impiegato in un cubicolo presso il Ministero della Verità: il suo compito è quello di riscrivere la storia in conformità con l'ordine del giorno che i suoi superiori, senza alcun contatto umano, gli comunicano tramite un impianto di posta pneumatica. Un esempio del suo lavoro è quello di cancellare l'esistenza di un eroe di guerra diventato un sovversivo; sceglie un soldato a caso caduto in battaglia e lo sostituisce al posto dell'altro. Da quel momento in poi in ogni giornale e libro di storia apparirà la faccia e il nome del nuovo soldato mentre del primo si troveranno solo riferimenti al fatto che è una spia nemica.
Il capo indiscusso del regime è il Grande Fratello, il cui volto invade i teleschermi (muniti di telecamere nascoste, in modo da controllare capillarmente la popolazione) e i manifesti della propaganda. Winston è un uomo ossessionato da ricordi dolorosi e deluso da un mondo illiberale che è accecato dall'ortodossia nei confronti dell'ideologia dominante (Ingsoc, la cui dottrina è basata sul Bispensiero). Il protagonista inizia a testimoniare il suo malcontento in un diario segreto, commette cioè lo psicoreato, il delitto di eterodossia che il regime combatte con la sorveglianza e con gli stravolgimenti culturali, in primis la nascita di una nuova forma di linguaggio: la neolingua, che prevede l'eliminazione di tutto il lessico che ha finalità intellettuali, con la convinzione che una volta che la lingua corrente sarà ridotta a poche decine di parole al massimo nessuno potrà esprimere discorsi di ribellione o sovversivi.
La vita di Winston subisce una svolta quando incontra Julia, una ragazza ventiseienne che gli dichiara il suo amore, e che inizia a frequentare di nascosto. Winston viene inoltre contattato da O'Brien, un gerarca del Partito Interno che, con uno stratagemma, gli consegna il saggio Teoria e prassi del collettivismo oligarchico, il testo con cui gli uomini che resistono al Sistema di Potere trovano risposte sulle origini e sui presupposti del Sistema stesso.
Perennemente in cerca di sotterfugi per non essere scoperti, Winston e Julia riescono a trovare un rifugio per i loro incontri in una piccola stanza nei quartieri riservati ai proletari, ovvero in quella zona della città meno sorvegliata perché abitata dalla massa operaia semianalfabeta. Traditi dal signor Charrington (membro della Psicopolizia), proprietario della stanza, i due amanti vengono arrestati e condotti separatamente nel Ministero dell'Amore, ove Winston scopre che O'Brien, incaricato della sua condanna, lo aveva ingannato, solo per accertare la sua eterodossia. A Winston verrà rivelato che in realtà non esiste nessun vero movimento sovversivo in seno alla nazione: questo è stato accuratamente creato dallo stato per stanare i futuri sovversivi e per creare nemici che il popolo possa odiare – infatti ogni sovversivo è costretto a confessare in televisione una serie immaginaria di crimini, in modo da aumentare ancora di più l'odio verso di loro e la fedeltà verso lo stato.
Attraverso una serie di sofisticate torture, anche psicologiche, O'Brien conduce Winston verso la totale redenzione. Winston è comunque destinato alla condanna definitiva, ma deve giungere al totale e sincero pentimento, perché il regime non tollera che il condannato sia punito e l'eresia perduri. L'ultima sevizia è quella che raggiunge lo scopo. O'Brien accompagna Winston fino alla stanza 101 – l'immagine viene proposta più volte all'interno del film, quasi in forma profetica –; dietro quella porta i condannati sono torturati attraverso la loro maggiore fobia, e a Winston è stata preparata una gabbia di grossi topi da fogna, animali che lo ripugnano e spaventano anche nei suoi incubi notturni. Di fronte a quella minaccia, Winston rinnega tutto il suo pensiero e anche l'amore per Julia. Il film si chiude con Winston che incontra brevemente Julia; entrambi sono ora riabilitati, e i loro discorsi e atteggiamenti rendono evidente come ora credano nel Partito e che i sentimenti tra loro siano ormai deteriorati. Infine, Winston rivolge le parole "Ti amo", dette tante volte a Julia, all'immagine del Grande Fratello.

## Produzione
Sonia Brownell, vedova di Orwell e titolare dei diritti d'autore, acconsentì, poco prima di morire nel 1980, alla realizzazione cinematografica. Richiese espressamente che il film non utilizzasse i moderni e spesso abusati effetti speciali fantascientifici. La location prevalente del film furono alcuni dock della zona portuale di Londra poco prima della loro prevista demolizione. Il film venne girato fra il marzo e l'ottobre del 1984, circa nello stesso periodo e negli stessi luoghi in cui Orwell aveva collocato il suo racconto.
Il volto del Grande Fratello è di Bob Flag, un attore non professionista che fu inserito nel cast dopo una selezione con questionario. Per il ruolo di O'Brien furono prima considerati Paul Scofield, Anthony Hopkins e Sean Connery.
Michael Radford e Roger Deakins volevano realizzare il film in bianco e nero, ma la produzione rifiutò la scelta. Deakins adottò allora un raro procedimento di elaborazione visiva detto Bleach bypass per creare lo sfondo dei filmati che compaiono nel film sugli schermi della propaganda.
La Virgin impose ai cineasti anche la collaborazione degli Eurythmics per la realizzazione dell'accompagnamento musicale; il regista tuttavia si oppose perché riteneva la sonorità degli Eurythmics inadatta ad un contesto culturale e ambientale in cui la musica pop non avrebbe potuto nascere ed attecchire. Di conseguenza la sigla di chiusura Julia è scritta dagli Eurythmics, mentre la base orchestrale della colonna sonora è scritta da Dominic Muldowney.

## Accoglienza

### Incassi
Prodotto con un budget stimato di £3.000.000, il film ha incassato $8.400.000 nel mercato USA.

### Critica
1984 ha ricevuto recensioni positive dalla maggior parte della critica specializzata: detiene un voto di 7,1/10 su IMDb e il 71% di gradimento su Rotten Tomatoes. Il critico cinematografico Roger Ebert ha assegnato al film un 3,5/4, ritenendolo una versione migliore rispetto alla precedente trasposizione degli anni '50 e paragonandolo a Tempi moderni:
(Roger Ebert)

Di altro parere è parte della critica cinematografica italiana:
(Fantafilm)

## Riconoscimenti
Il film vinse il premio per il miglior film dell'anno agli Evening Standard British Film Awards 1984 organizzati dal quotidiano inglese Evening Standard.

## Crediti
Distribuito poco dopo la morte di Richard Burton, il film è dedicato «With love and admiration» all'attore. Una volta che i crediti sono finiti e lo schermo è nero, la musica dei titoli di coda continua per ulteriori nove minuti.